# Gaia Epicus
Gaia Epicus ist eine 2001 gegründete norwegische Power-Metal-Band aus Trondheim.

## Geschichte
Die Ursprünge der Band reichen zurück ins Jahr 1992. Am Neujahrstag wurde von Thomas Chr. Hansen, Roar Følling und Tom R. Brumoen die Punk-Rock-Band Rått kjøtt (dt. rohes Fleisch) ins Leben gerufen.
Es folgten diverse Stil-, Namens- und Besetzungswechsel. Ab 1993 wurde unter dem Namen Execution Thrash Metal gespielt, einige Jahre später änderte sich der Stil zu Hard Rock. 1996 begann die Band Progressive Metal zu spielen. 1998 nannten sie sich Millenium, da dieser Name jedoch schon vergeben war, ein Jahr später Theater of Pain. Ab 2000 wurde daraus Eternal Flame, 2001 folgte der heutige Bandname Gaia Epicus.
Während dieser frühen Phase gab es keine offiziellen Veröffentlichungen, lediglich diverse Demoaufnahmen wurden erstellt.
2002 unterzeichneten Gaia Epicus einen Vertrag mit dem Label Sound Riot Records und brachten 2003 ihr Debütalbum Satrap heraus.
Im März 2005 starb der Schlagzeuger Yngve Hanssen bei einem Autounfall.
Das zweite Album Symphony of Glory verzögerte sich wegen Streitigkeiten mit dem Label und kam im Sommer 2005 auf den Markt. Danach begann die Band eine Kampagne gegen Sound Riot Records, in der sie dem Label Missmanagement und Nichteinhaltung von Vereinbarungen vorwarfen.
2006 wird das Album Victory, nach eigenen Angaben ihr bis dahin bestes Album, in den Top Room Studios innerhalb von nur 14 Tagen aufgenommen. Vom Label Epicus Records produziert, kommt es im Januar 2007 auf den Markt. 2008 folgt Damnation und 2012 Dark Secrets. Aufgrund der häufigen Besetzungswechsel wurden viele Alben und Konzerte mit Gastmusikern bestritten.

## Stil
Der Musikstil von Gaia Epicus ist melodisch-progressiver Power Metal im Stil von Gamma Ray oder Helloween, die Texte befassen sich mit Fantasy und Geschichte.

## Diskografie

### Demos
- 2001: Cyber Future
- 2002: Keepers of Time

### Studioalben
- 2003: Satrap (Sound Riot Records)
- 2005: Symphony of Glory (Sound Riot Records)
- 2007: Victory (Epicus Records)
- 2008: Damnation (Epicus Records)
- 2012: Dark Secrets (Epicus Records)
- 2020: Seventh Rising (Epicus Records)